# Diachromus germanus
Diachromus germanus là một loài bọ cánh cứng mặt đất là loài duy nhất trong chi đơn loài Diachromus.
Nó là loài bản địa của châu Âu và Cận Đông. Ở châu Âu, nó được tìm thấy ở Albania, Áo, Belarus, Bỉ, Bosna và Hercegovina, Quần đảo Anh, Bulgaria, Corse, Kríti, Croatia, Cộng hòa Séc, lục địa Đan Mạch, lục địa Pháp, Đức, lục địa Hy Lạp, Hungary, lục địa Italia, Kaliningrad, Latvia, Liechtenstein, Luxembourg, Cộng hòa Macedonia, Moldova, Ba Lan, lục địa Bồ Đào Nha, România, miền trung và miền nam Nga, Sardegna, Sicilia, Slovakia, Slovenia, lục địa Tây Ban Nha, Thụy Sĩ, Hà Lan, Ukraina và Nam Tư.

## Hình ảnh

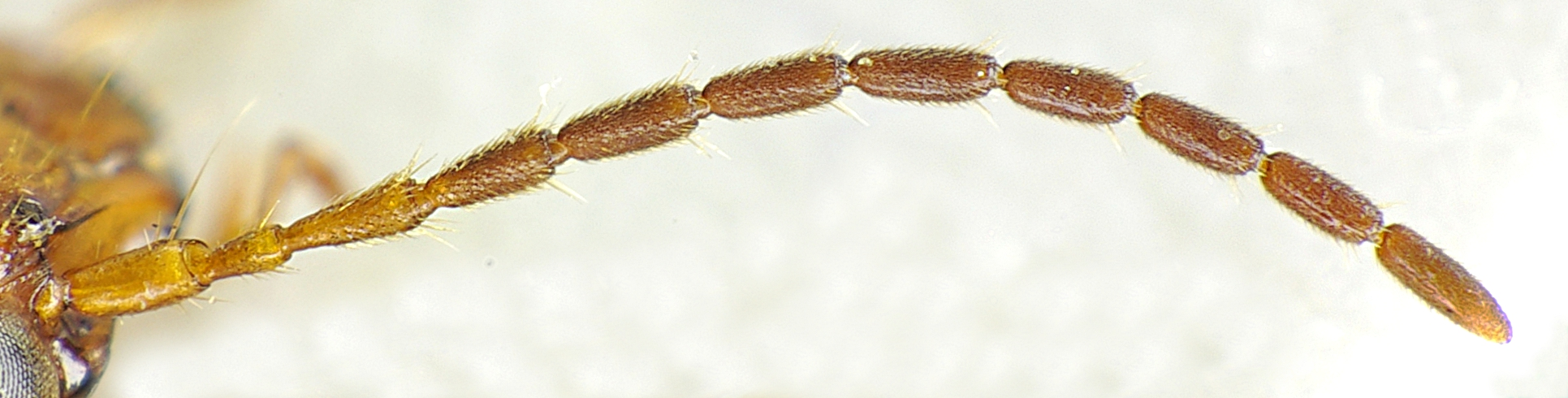
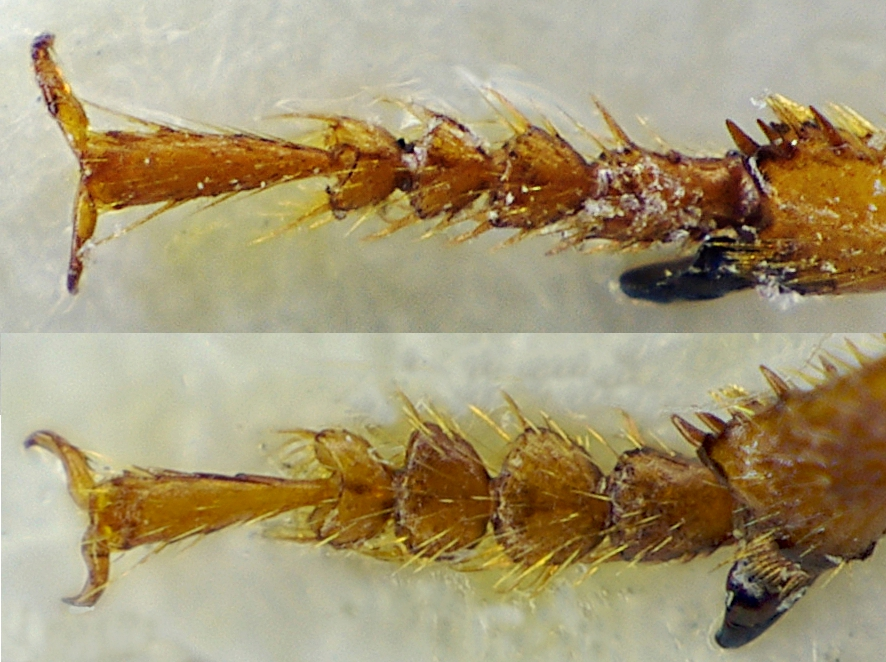
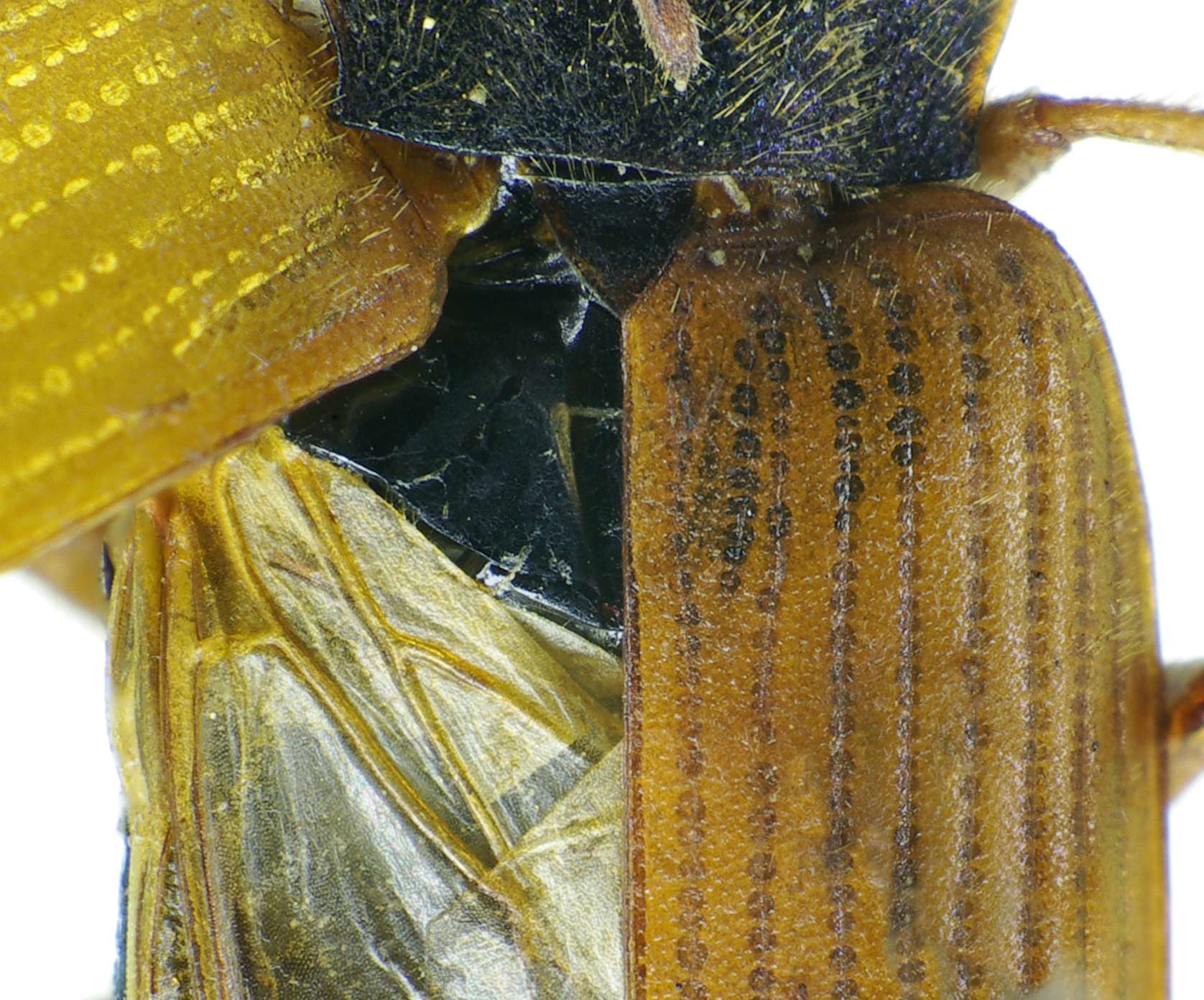
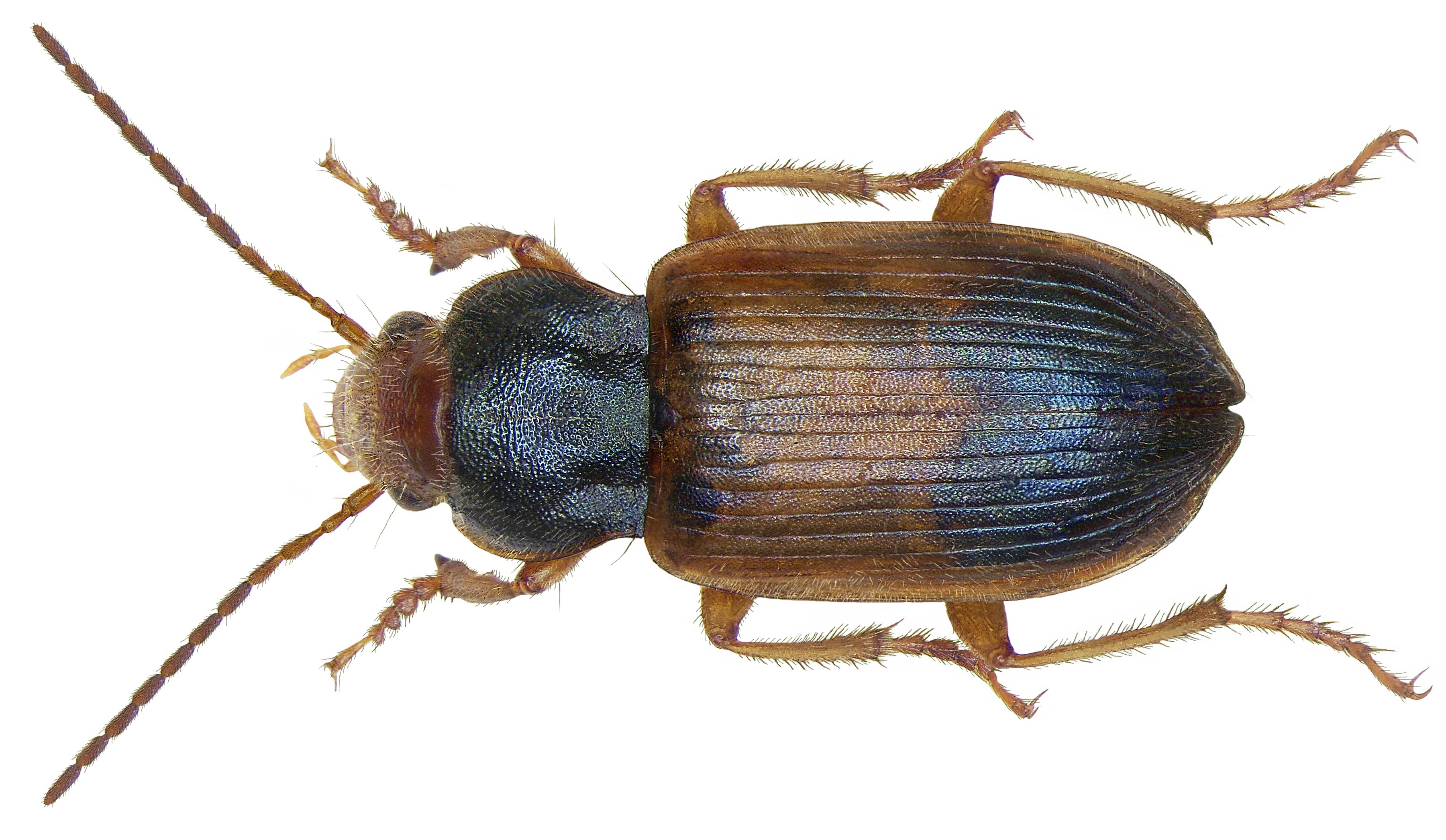